# شهرستان یرمکیفسکی
شهرستان یرمکیفسکی (به لاتین: Yermekeyevsky District) یک شهرستان در روسیه است که در باشقیرستان واقع شده‌است.